# 九陰真經
《九陰真經》是金庸小说「射鵰三部曲」中虚构的道家武学秘笈，是武林中眾人夢寐以求的至寶，也是金庸小說中最絕頂的武功之一。经中所载皆是最精深、最奥妙的神奇武功，內功、武技、劍法、掌法、爪法、身法、輕功、鞭法等等无所不包，被譽為武學的百科全書，练成其一即可成为第一流高手，修习全书即可无敌于天下。在射雕三部曲中拥有“武林至尊”的地位。

## 真經闡述
《九陰真經》書中記載了上乘武學之原理，已達天下武學最高境界，其中包含了許多外功招式（下卷）和道家內功心法（上卷），尤以上卷（新修版為下卷）真經的梵文總綱最為精要，更彌補九陰真經的內功偏向陰柔的不足，達到「剛柔並濟」的境界。
修習九陰真經下卷的武功需以上卷內功為基礎，因此修習真經需要由上卷開始按部就班，繼而再修習下卷，否則便有可能走火入魔，輕則殘廢，重則喪命。上卷的內功博大精深，非旦夕之間可練成，但可依靠總綱協助領悟，而下卷的武功載有作者敵人使用的「邪功」，原意是幫助修習者修練破解「邪功」的辦法，雖較易速成，且不需依賴上卷內功，但陰狠毒辣，而且對身體會做成一定程度的傷害，非真正武學正道，而下卷真正的功夫才是九陰真經的精粹，主要記載作者破解「邪功」的辦法，難以速成，需依靠上卷的道家內功循序漸進修練，才可真正大成，完成修習九陰真經。另外，九陰真經總網以中文音譯梵文寫成，這是破譯真經之道的「密碼」和「鎖匙」，有助修習者把上下卷武功融會貫通，梵文總綱是作者的保險手段，防止真經落入為非作歹、心術不正之徙手上。
《九陰真經》當中的武學除了創始人黃裳以外，唯一學全的是南宋大俠郭靖，次之為南宋高手老頑童周伯通（不解梵文總綱）。此外南宋的高手北丐洪七公、西毒歐陽鋒、南帝一燈大師，同時期的陳玄風、梅超風、楊康、黃蓉、楊過、小龍女、元末周芷若、宋青書、黃衫女子等皆有修練過真經中的部分功夫，另外「東邪」黃藥師、「中神通」王重陽雖然沒有修練真經，但對真經亦有作詳細研究，悟得不少武學之道。修習的武林人士當中有很大部人亦靠着真經令他們武功大進。而陳玄風、梅超風二人錯練九陰真經下卷不多時便已能橫行江湖，郭靖更加通過九陰真經領略上乘武學真諦，成為南宋末年當世武功第一高手，元末的峨嵋派掌門周芷若和宋青書練習速成的真經不足一年亦成為當世少數頂尖高手，他們是錯練，歐陽鋒甚至把真經逆練，雖導致瘋癲且亦使經脈逆轉，但在第二次華山論劍接連以怪招擊敗郭靖、黃藥師、洪七公三人，被眾人默認天下第一，足見真經之強。「南帝」一燈大師、「北丐」洪七公甚至只利用九陰真經總綱便可在短短數月間恢復功力，功力較以往更有過之而無不及。武功天下第一的中神通王重陽利用《九陰真經》中極少一部分的武功才能破解由古墓派祖師林朝英所創的玉女心經，為此留下「玉女心經，技壓全真，重陽一生，不弱於人」的詩句，可見真經的武學境界之高。
九陰真經的具體招式在金庸所有作品裡提到的有內功口訣、摧堅神爪、大伏魔拳法、九陰白骨爪、白蟒鞭法、摧心掌、移魂大法等等。

## 傳奇

### 成書經過

#### 初版
在《射鵰英雄傳》第一版中，《九陰真經》和《九陽真经》原是相傳是「東土第一代祖師」菩提達摩祖師所寫下，話說達摩東來，與中土武士較技，雙方互有勝負；面壁九年後參透了武學精奧，寫成二書。其中九陰真經所載為武學招式，九陽真經所記則為內功秘訣。

#### 二版、新修版
宋徽宗於政和年間，下旨命令一個聰明的刻書人——黃裳刻寫一本道家書籍《萬壽道藏》，共分五千四百八十一卷。由於是為皇帝刻書，黄裳怕出錯殺頭，他花了好幾年小心校對，不知不覺便精通了道學，還無師自通領悟了最精深的武功。經過漫長的修練後，成為絕頂武學高手。
不久，宋徽宗下旨要黄裳派兵去剿滅魔教——明教。不料，當中高手如雲，黄裳遂親自向明教高手挑戰，一口氣殺了幾個法王使者。哪知道他所殺的人中，有幾個是武林中名門大派的弟子，於是被各大派尋仇，黄裳寡不敵眾，受傷後逃亡，躲在不毛之地，隨後仇家將他家裡的父母妻兒殺了個乾乾淨淨。為了避免再受追殺，一一記下了的敵人招式，苦思破解方法。當他想通了，已經過了四十多年，仇家全都死了。他自覺時日無多，遂把畢生心血，寫成上下两卷的《九陰真經》。

#### 經書失落
黃裳將死前將經書藏於一處極秘密的所在，後來此書被世間發現，學武之人自然個個都想得到，真經於是隨著各種江湖糾紛不斷易手，經書下落不明。

### 重現華山
王重陽輾轉獲得《九陰真經》，眼見江湖上各路人士為爭奪《九陰真經》互相廝殺，江湖上好不安寧，王重陽心懷蒼生，遂提議舉辦「華山論劍」以決定九陰真經的歸屬權，王重陽便邀請當時武功最強的四位好手，即桃花島主「東邪」黃藥師、大理國皇帝「南帝」段智興（後來的一燈大師）、白駝山莊莊主「西毒」歐陽鋒、丐幫第十八任幫主「北丐」洪七公與自己在華山比武，各人同意誰在華山論劍勝出誰獨得《九陰真經》。經過七日七夜的大戰，王重陽力壓群雄，成為「武功天下第一」，奪得九陰真經，各道人士盡皆心服，江湖上倒也安靜了好一陣子。
在新修版中，嵩山中一名曾為儒為道為僧的青城奇士鬥酒勝了王重陽，得以借觀《九陰真經》，但此人觀看後覺得《九陰真經》陰氣太重，一味崇揚道家黃老之學，只重以柔克剛、以陰勝陽，未及陰陽互濟之妙（實因此人不懂九陰真經梵文總綱，𣎴知道九陰真經終極境界仍是陰陽互濟），於是在四卷梵文《楞伽經》的行縫之中，寫下自創的《九陽真經》

### 刻於古墓
王重陽與古墓派祖師林朝英有段苦戀，後得知林朝英創出剋制全真教武功的《玉女心經》後，不禁佩服起來，苦思不得破解要訣。十多年後，王重陽奪得了《九陰真經》後，雖然嚴禁全真弟子修練九陰真經武功，甚至不讓師弟周伯通等人查看，把經書放在莆團下面，然而，在王重陽好勝心切翻閲九陰真經尋找破解玉女心經的要訣，再潛入古墓，把其中破解玉女心經的武学刻於終南山古墓之中，但這只是九陰真經內的一小部分，卻足以向古墓派傳人表明自己有剋制《玉女心經》的法門，並刻下「玉女心经，技压全真；重阳一生，不弱于人」這句話。多年後為楊過、小龍女夫婦及其後人所習得。

### 被盜
不久王重陽逝世，多年來覬覦「九陰真經」的「西毒」歐陽鋒趁此機會，乘虛而入偷襲重陽宮搶奪九陰真經，王重陽的徒弟全真七子很快戰敗，王重陽師弟「老頑童」周伯通隨後拆了數十招也戰敗，因為此時周伯通的武功是略遜歐陽鋒。見九陰真經即將落入敵手，突然見王重陽從棺材裏跳出，並以含有先天功的一陽指破了歐陽鋒的絕技蛤蟆功，令其玄功受損，武功一度盡失使其逃至西域，20年也不敢重返中原。原來王重陽在死前已發現歐陽鋒埋伏在重陽宮附近，打算待自己一死，便搶奪九陰真經，為防顯出破綻，決意隱瞞眾人下以上乘內功閉氣假死一次，引歐陽鋒現身，破去其武功。王重陽假死後不久即逝世。在死前交代師弟周伯通將經書上下冊分開藏匿，周伯通見王重陽苦心保護九陰真經，決意執行其囑託
後來周伯通把《九陰真經》上卷埋藏好後，欲要埋藏下卷時，遇見新婚的「東邪」黃藥師夫婦。黃藥師雖不似歐陽鋒對九陰真經那麼渴求，但仍對真經也有野心，然而黃藥師自恃君子，不屑像歐陽鋒明搶真經，遂與周伯通賭比試擲石彈，結果黃藥師略施小計，在手指上暗運內力，周伯通不知情下敗下陣來，遂使黃藥師的妻子馮衡可以借閱《九陰真經》的下卷，憑著過目不忘的本領把全部內容記憶下來，再自行抄錄一本交予黃藥師。二版中，馮衡戲弄周伯通所持之書不過是江南孩童皆知且會背誦的算卜之書，讓周伯通信以為真，以為下卷真經在歐陽鋒來犯時被調包，氣得當場毀去下卷真經（新修版修改，當周伯通當撕去封面時，察覺黃藥師臉色有異，才沒毀去下卷真經）。
大約三年後，黃藥師的徒弟梅超風和陳玄風相戀，二人擔心𣎴被黃藥師相戀愛，於是背叛了師門，又自知武功低微，於是順手偷走了那部《九陰真經》下卷的抄本，離開桃花島。黃藥師一怒之下，把所有弟子打跛。身懷六甲的馮衡為了安慰黃藥師，再度默寫《九陰真經》下卷，但離上次背經有一段時日，經文多半被遺忘，終因竭力回想經文而弄至身心俱疲，最後難産，生下黃蓉不久就去世了。
不久，周伯通從師姪丘處機口中得知黑風雙煞（陳玄風丶梅超風夫婦）從黃手中偷得九陰真經下卷，並以九陰真經中武功到處作惡，因而令周伯通醒覺自己被騙於黃藥師夫婦，周伯通先令眾師姪一起圍剿黑風雙煞夫婦，以索回九陰真經，但未果。由於沒找到黑風雙煞二人，因此唯有找他們的師父理論和討回經書，為防上冊經書被盜，於是攜帶《九陰真經》上冊經書獨自前往黃藥師居所桃花島追討下冊經文和理論，當時黃藥師的夫人因默寫九陰真經過累致難產而死，黃藥師本就傷心之極和喜歡遷怒他人，正要找人遷怒，加上周伯通不斷質問黃藥師欺騙自己一事及取笑其因喪妻而意志消沉，還説死了夫人可專心練功，本來這番是安慰說話，但正觸犯了黃的大忌，一言不合下與黃藥師各自以上乘武功展開激烈交戰，周伯通畢竟此時的武功仍略遜黃一籌，致最後不敵，並遭黃藥師的「彈指神通」射傷雙腳，從此被困於島上山洞15年，兩人因此結怨，黃藥師要求周伯通交出九陰真經下卷以「祭奠」夫人，又或打敗黃藥師才可離島，周伯通亦向黃藥師發誓如果不能打敗他就不會離開洞穴一步（如廁除外），15年來，黃藥師雖沒暗算周伯通，又供飯菜給他居住，但是不斷以各種手段威迫利誘周伯通交出九陰真經，周伯通當然不從。
至於陳梅二人盜得真經後便離開桃花島後，由於梅超風夫婦欠缺九陰真經上卷的內功基礎，他們誤以為「九陰白骨爪」中「五指發勁，無堅不破，摧敵首腦，如穿腐土」是需要通過死人人頭，並以砒霜為輔協助修練，然而，九陰真經下卷的武功是需要通過上卷的道家內功修煉，二人故此不知經中所雲「摧敵首腦」是攻敵要害、擊敵首領之意，還道是以五指去插入敵人的頭蓋，又以爲練功時也須如此，因此陳玄風與梅超風的武功變得陰狠毒辣，便到處提取人頭，到處作惡以練功，逐漸引起一些正派江湖人士的反感，成了江湖上惡名昭彰的「黑風雙煞」，結果自然遭到正道人士追殺，敵不過人多勢眾的二人被迫在蒙古流亡。兩人橫練功夫甚強、不怕擊打，只對利器稍有忌憚。畢竟二人的功夫非玄門正宗的九陰真經，只不過是作者敵人的幾門邪功，非作者所創的光明正大武功，自然各自有個脆弱無比的罩門，一碰即死。「銅屍」陳玄風的罩門在肚臍，「鐵屍」梅超風的則在舌下。蒙古荒山夜戰中，夫婦被「江南七怪」暗算，陳玄風雖以九陰白骨爪和摧心掌殺了江南七怪中的張阿生，卻也被當時年僅六歲的郭靖用匕首刺中罩門而死。陳玄風死後，梅超風含淚割走陳玄風身上刻著九陰真經的人皮（新修版把此情節改掉，陳玄風所持的仍是黃夫人的手抄本），不久，喪夫的梅超風獲金國的六王爺完顏洪烈收留，在王府做雜工為生，平日也只禍藏在王府的洞穴中練功，不與其他人交流，以避追殺。後來，遇上完顏洪烈的養子完顏康（楊康），梅超風便私下收其為弟子，但礙於師門規矩，沒有傳授桃花島武功，只傳授九陰真經的武功，而楊康亦以自己所習得的全真心法交換，以治療梅超風錯練九陰真經走火入魔所大來的傷患。

### 為郭靖所得（射鵰英雄傳）
十多年後，梅超風在江南陸家莊遇上仇人「江南七怪」和郭靖師徒，郭靖一度以新學的「降龍十八掌」之中的十五掌，再配合無聲掌把梅超風暫時擊退，但梅超風亦以九陰白骨爪，把其刺傷，「妙手書生」朱聰在盜取解藥之際也誤將九陰真經下卷人皮一併拿走，只是朱聰自己也不知道（新修版中手抄本亦在梅超風懷中，朱聰只是盜去解藥）但當時郭靖卻不知這塊人皮的由來，而後周伯通觀看郭靖所持人皮上的文字內容得知是失落的下卷真經。（新修版中則還是原本的手抄本，朱聰盜出後，可憐梅超風以失去丈夫遺物的失魂樣子而返還，隨後梅超風交還下卷手抄本予黃藥師。）
西毒歐陽鋒來到桃花島提親，其所攜的毒蛇在島上胡亂爬行，因此周伯通被這些毒蛇咬傷，後來郭靖幫他吸取蛇毒，周伯通方能無恙，並在此時從郭靖處取得刻在人皮上的下冊經文。出於感恩之意，但更多是出於作弄和好奇心理周伯通在未告知郭靖的情形下要他詳記《九陰真經》上下兩卷的經文內容，同時也教導其九陰真經內之武功，令他武功大進。只是周伯通自己也在不知不覺的情形下習得了《九陰真經》上所記載的武功（新修版則改成周伯通為報郭靖的救命之恩，加之為測試九陰真經武功的威力，因而在郭不知情情況下傳授，郭靖根本沒有獲得下卷經文，兩卷也在自己手上，並且也是上下兩卷一併傳挼）。武功大幅進步，書末時候輕功更能媲美裘千仞。周伯通一度以九陰真經的功夫打敗黃藥師，但這便違反師兄不得修習九陰真經的教訓，於是便單手與黃藥師交戰，但不敵，説要待忘記九陰真經功夫才一決高下，於是乾脆把兩卷真經原卷以內力撕碎。之後，周伯通為作弄黃藥師竟向黃說郭靖偷學梅超風手抄本中的九陰真經，這令黃藥師大怒，間接造成黃藥師以為郭靖私吞真經的誤會，不認他成為東床快婿。當然周伯通展示的九陰真經武功加深在旁的歐陽鋒對九陰真經的興趣，導致歐陽峰三番四次威迫周伯通、郭靖、黃蓉等人默寫及解釋九陰真經。
周伯通不顧黃藥師勸阻執意與郭靖、洪七公乘坐黃藥師用來「殉情」的船隻離島，結果當然遇到海難，後被歐陽鋒所救，當然歐陽鋒多年來覬覦九陰真經，便乘機要求周伯通默寫九陰真經，但周伯通當然不肯，於是歐陽鋒要求周伯通屢行「賭約」（只要歐陽鋒毒死附近鯊魚，周必須默寫九陰真經，否則便跳海），周伯通信守承諾。之後再迫使郭靖默寫《九陰真經》，但洪七公暗地裡令郭靖把經文的內容逆改，後來，又三番四次脅迫黃蓉翻譯九陰真經總綱，黃蓉只能加油添醋的誤導，欺騙歐陽鋒説修練九陰真經需把經脈逆行，歐陽鋒卻信而為真，因此歐陽鋒不但未能得到真正的九陰真經，更令其後來錯練真經之不似人形，第二次歐陽鋒果真逆行所有經脈，倒立而行，反而練出一套全新的武功，越練越怪，越怪越強，更以怪招接連打敗郭靖、黃藥師及洪七公三人，獲得天下第一，雖然歐陽鋒武功大進但從此便走火入魔，瘋瘋癲癲，神智錯亂，忘了自己是誰，即使「東邪」黃藥師和「北丐」洪七公亦無可奈何，更令黃蓉、黃藥師、洪七公、郭靖幾乎喪命，幸被黃蓉的伶牙俐齒而給逼瘋，幾人才得以逃生。當然，郭靖習得九陰真經後也傳了一部分給黃蓉，黃蓉也與郭靖一起研習真經的神功，二人武功大進，尤其郭靖更靠著九陰真經把降龍十八掌推至新一重境界，把降龍十八掌發揮到極致，郭靖亦因此成為當世武功第一的高手，黃蓉亦進身至一流高手的境界，武功已遠勝《射鵰英雄傅》時期，已銳變成一流高手，武功已勝於大部分好手。另外郭靖在臨安皇宮被歐陽鋒及楊康暗算後，也是靠九陰真經療傷篇與黃蓉在牛家村密室中療傷七天七夜才得以保命。
《九陰真經》的總綱是黃裳刻意以漢文音譯的梵文寫成，後來給一燈大師譯成漢文，郭靖遂得以領悟《九陰真經》修練內功時須注重陰陽互濟、剛柔並重的要旨。
一燈大師和洪七公為治療其內創和恢復功力，皆從郭、黃兩人之手練起《九陰真經》總綱。

### 藏在倚天劍內（倚天屠龍記）
幾十年後，蒙古侵宋，襄陽城將近失陷，郭靖、黃蓉夫婦決定以死報國，為防止絕學失傳，又恐防絕學落入奸人手上，於是兩夫婦鑄造兩大兵器屠龍刀和倚天劍，郭靖、黃蓉把抗金名將岳飛所著絕世頂級兵書《武穆遺書》藏在屠龍刀內的夾層中的刀片，同時兩夫婦也把南宋年間最絕頂的武功秘籍《九陰真經》兼速成法、當世武林絕學丐幫的《降龍十八掌精義》等武功典籍藏於倚天劍，然而，黃蓉想到誅殺韃子元凶巨惡，事勢甚急，早一日成事，天下蒼生便早一日解了倒懸之苦，因之在倚天劍的秘笈之中，寫下了几章速成的法門；即當年「黑風雙煞」所錯練的武功，經黃蓉略為改良，使其傷害有限，至少不會像梅超風一樣走火入魔。然後把屠龍刀交給幼子（郭襄弟弟）郭破虜，而倚天劍則交給女兒（峨嵋派祖師）郭襄，其望後人在適當時機把刀劍互砍，取出刀劍內的兵書、秘笈，以此驅逐元室，恢復漢人江山。不久郭靖夫婦、郭破虜便殉國，屠龍刀流落在外，由於郭襄沒得傳九陰真經，故在郭靖、黃蓉死後，九陰真經一度失傳。後來郭襄創立了峨嵋派，收藏九陰真經的倚天劍即成為鎮派之寶，《九陰真經》藏在劍內的秘密只有歷代掌門人才獲知曉。由於久缺屠龍刀歷任掌門亦沒法取出藏劍刃內九陰真經，因此歴代掌門不惜代價尋找屠龍刀，尤其峨眉派第三代掌門滅絕師太打算利用倚天劍內的九陰真經光大峨嵋。終於在元順帝年間，郭襄傳人即第四代峨嵋派掌門人周芷若施奸計得到倚天劍和屠龍刀，於是把倚天劍及屠龍刀互砍，取得內裏的《九陰真經》、《武穆遺書》、《降龍十八掌精義》。
三版亦修正成刀劍內藏有指示前往桃花島取書的玄鐵片地圖，因舊版及第二版小說提到刀曾被猛火所燒亦無恙，但若其內有紙不可能不燒毀，為犯駁之處，因此新修版改為刻有兩塊地圖，一為桃花島所在地，一為桃花島地圖，《九陰真經》、《降龍十八掌掌法精義》和《武穆遺書》放在桃花島中心，而《九陰真經》附有的速成法門仍是當年「黑風雙煞」所錯練的武功，不過速成法門撰寫者已改為黃藥師心痛梅超風之死設法予以糾正，經由黃藥師加以改良，使其後患亦屬有限，至少不會像梅超風一樣走火入魔。
由於九陰真經本身博大精深，非旦夕之間可練成，連郭靖當年也花了至少十年時間修練九陰真經才大成，故周芷若急於求成以光大峨嵋，只能按師父滅絕師太的吩咐先由黃蓉（新修版改成黃藥師）留下的九陰真經速成法門開始練起，事後才按部就班修練，只是周芷若修為本尚淺，又欠缺九陰真經的上卷道家內功基礎，便如同當年的黑風雙煞一樣錯練成陰毒狠辣的「九陰白骨爪」、「白蟒鞭法」等武功，畢竟這些只是作者敵人所使的武功，並非九陰真經本身所載的光明正大武學，故周芷若所習的並非天下無敵的真正武學，不過，周芷若似乎後來也忽略了這點。儘管如此，周芷若的武功還是大幅進步，勝過江湖上絕大部份好手，甚至超過滅絕師太當年，周芷若又把這兩門武功傳授給武當派叛徒宋青書，先後以「九陰白骨爪」打敗掌門競爭對手古大師姐丁敏君，從而得以掌控峨嵋，幾個月後少林屠獅大會中周芷若與宋青書先後以「九陰白骨爪」、「白蟒鞭法」出奇不意地接連擊敗丐幫長老、俞蓮舟、殷梨亭、周顛等好手，甚至武功天下無雙張無忌也被其出其不意的招數爪傷，九陰真經的厲害可見一斑。群雄以為九陰真經早已失傳，有些年少者甚至不知九陰真經存在，二人因此順水利技壓群雄，與張無忌一舉獲得「武功天下第一」的稱號，周芷若進步之神速和九陰真經的威力連明教高手楊逍和范遙也大吃一驚，暗說非已所及，一時之間竟無法剋制周芷若，之後周芷若又以「九陰白骨爪」、「白蟒鞭法」聯合張無忌與少林高手渡難、渡厄、渡劫的「金剛伏魔圈」然而，周芷若的武功終非玄門正宗，而且欠缺內功基礎，在雙方大戰幾十回合，周芷若逐漸不支，露出敗象。張無忌遂出全力，與三僧比拼內力。最終，張無忌拼盡全力，牽制住了三渡，周芷若趁機攻入“金剛伏魔圈”，欲殺人滅口將「金毛獅王」謝遜擊斃之際，被「神鵰大俠」楊過後人黃衫女子及時出手阻止，並以真經內載正統的「摧堅神爪」輕鬆制服周芷若，指出周芷若急於求你成，根基不足，再揭穿其獲得九陰真經的事實，周芷若陰謀被迫離場。周芷若下山後再以「九陰白骨爪」、「白蟒鞭法」與覬覦九陰真經的蒙古高手「玄冥二老」大戰，然而周芷若所修習的武功只不過是速成武功，並非真正的上乘武學，故不敵「玄冥二老」，最後還是張無忌協助廢去二老武功，身上的九陰內力在身受「玄冥神掌」之傷後，給明教教主張無忌以九陽神功醫治時化去大部份，而帶在身上的《九陰真經》亦被蒙古郡主趙敏偷去，最終九陰真經落入張無忌手中，雖然張無忌知道九陰真經博大精深，但他武功本就幾近天下第一，故沒有修練《九陰真經》，亦無刻意傳承下去，故年代在倚天之後的作品再無人會使九陰真經，九陰真經终於徹底失傳。

## 經文選輯
- 「天之道，損有餘而補不足，是故虛勝實，不足勝有餘。其意博，其理奧，其趣深。天地之像分，陰陽之侯烈，變化之由表，死生之兆章。不謀而遺跡自同，勿約而幽明斯契。稽其言有微，驗之事不忒。誠可謂至道之宗，奉生之始矣。假若天機迅發，妙識玄通。成謀雖屬乎生知，標格亦資于治訓。未嘗有行不由送，出不由產者亦。然刻意研精，探微索隱；或識契真要，則目牛無全。故動則有成，猶鬼神幽贊，而命世奇杰，時時間出焉。五藏六府之精氣，皆上注於目而為之精。精之案為眼，骨之精為瞳子；筋之精為黑眼，血之精為力絡。其案氣之精為白眼，肌肉之精為約束。裹擷筋骨血氣之精，而與脉並為系。」
- 「弱之勝強，柔之勝剛，天下莫不知，莫能行。」
- 「天下之至柔，馳騁天下之至堅。」
- 「人徒知枯坐息思為進德之功，殊不知上達之士，圓通定慧，體用雙修，即靜而動，雖攖而寧。」
- 「鉛汞謹收藏」就是說當固腎水，息心火，修息靜功方得有成。
- 「十指凝神運氣，五指發勁，無堅不破，摧敵首腦，如穿腐土。」
- 「或身搔動，或時身重如物鎮壓，或時身輕欲飛，或時如縛，或時奇寒壯熱，或時歡喜躁動，或時如有惡物相触，身毛惊豎，或時大樂昏醉。凡此种种，須以下法導入神通。」

## 記載神功

### 上卷
- 北斗大法

九陰真經中多次提到說是修習上乘功夫的根基法門，經中所載的北斗大法微妙深奧，難以明白。郭靖見全真七子行功佈天罡北斗陣，以道家武功印證九陰真經中的道家武學，處處若合符節，獲得不少進益。（《射雕英雄傳》第25回）
- 易筋鍛骨篇

练成后功力等方面均进展迅速。内容提到：「人徒知枯坐息思为进德之功，殊不知上达之士，圆通定慧，体用双修，即动而静，虽撄而宁。」不但有打坐修炼的静功，也有由外而内的动功。
- 療傷篇

療傷篇系為療傷之用，亦能用以增加功力。由於能練九陰真經者已有一定修為，故療傷對於一般的外傷亦不多提，主要是談及內傷治方面，具有極其強大的療傷功效。（《射鵰英雄傳》第24回）
- 點穴篇

此篇只述及點穴方面的要旨，小說中未描述詳細的招式，但大理段氏的一陽指招式也依稀與經文相合。（《射鵰英雄傳》第30回）
- 解穴秘訣

为自通穴道之法，可在被人点中穴道或闭塞时，即可用此法自行打通。（《神雕俠侶》第7回）
- 閉氣秘訣

為道家內功，运用此法即可长时间不呼吸。與龜息功有異曲同工之妙。可增強功力，運氣時像殭屍一般，刀槍不入，在運功時會有 從熱氣發出。出手時沒有呼吸阻擋會更為快捷。在水底使用會更佔便宜。（《神雕俠侶》第7回）
- 收筋縮骨法

君山大會中郭靖以此“收筋缩骨法”脫縛。本是下五門的功夫，練至精深處可將身子縮成極小一團，可快速地撞開多名的敵人脱困，實乃救命和明哲保身的絕招（《射雕英雄傳》第27回）
- 移魂大法

为摄心术的一种，实质有如现代的催眠，能用来对付武功高强，但心志不坚的对手。（《射雕英雄傳》第28回中，黃蓉在君山大會以移魂大法克制彭长老的慑心术。）
- 蛇行狸翻

即便在地上翻滚，也是灵动异常。（《射鵰英雄傳》第26回中，周伯通以“蛇行狸翻”避過黃藥師的追擊。）
- 飛絮勁

屬於一種卸力的巧勁，可將對手強勁的攻擊力化為無形。（《射鵰英雄傳》第38回中，郭靖以“飞絮劲”化解歐陽鋒一招。屬於柔勁。）
- 總綱

此篇為九陰真經的總綱及上卷的最後一章。
以梵文寫成，初版作者為達摩，自無問題，二版卻成為黃裳為免九陰真經落入歹人之手而加防備的一種手段。九陰真經總綱精奧無比，能將修真之士所遇的幻象之類，轉為神通。
新修版九陰真經總綱更糾正了道家武學偏重陰柔的流弊，實現了陰陽互濟、剛柔並重的武學至高境界，威力強大無比，是為九陰神功。
新修版改為記錄在下卷。

### 下卷
九阴真经上载明不少阴毒邪恶武功，那都是黄裳的敌人使的。黄裳要知其破法，必先知其练法，因此将练法和破法全都写入了真经，真经的要旨是在击破邪恶武功之法，而不在邪恶武功的练法。邪法易练而破法难通，破解之法，须以上卷中的内功为基。舉例說：下卷所載的九陰白骨爪本身是易於速成陰毒武功；練功者有上卷中的深厚內功，方可練成可剋制之的摧堅神爪。
- 大伏魔拳法

穩實剛猛之氣的拳法，招數神妙無方，拳力籠罩之下威不可擋。（《神鵰俠侶》中，周伯通以大伏魔拳與楊過的「黯然銷魂掌」對拆）
- 手揮五弦

只見小龍女左掌已与歐陽鋒右掌抵上，知道師父功力遠遠不及義父，時刻稍久，必受內傷，當即伸五指在歐陽鋒右肘輕輕一拂，正是他新學九陰真經中的“手揮五弦”上乘功夫。他雖習練未熟，但落點恰到好處，歐陽鋒手臂微酸，全身消勁。
- 摧堅神爪

乃九陰真經中所載之上乘武功，金庸作品中只有黃衫女子登場時使用。
峨嵋派第四代掌門周芷若亦急於速成而修練九陰白骨爪，欲將「金毛獅王」謝遜襲殺時被黃衫女子以「摧堅神爪」輕鬆制伏，摧堅神爪與九陰白骨爪高下立判。
- 白蟒鞭法

乃九陰真經中所載之武功，黃裳敵人所用，較易修煉速成，梅超風用镀银钢鞭來練，後來周芷若也修練此門武學。
- 九陰白骨爪

乃九陰真經中所載之武功，黃裳敵人所用，較易修煉速成的外門神功。此招極為陰狠毒辣，與摧心掌同是下冊一開頭所寫，经上说：“此二功不必以内功为根基，以外功入手亦可。余弟妹二人，丧命于此二功，杀人如草不闻声，此二功之谓也。”後來周芷若也修練此門武學。
- 摧心掌

此掌雖名「摧心」，但中者五臟六腑皆會被震爛，骨骼卻不折斷，較易修煉速成的外門神功。威力不小，與九陰白骨爪一同是下冊一開頭所寫，经上说：“此二功不必以内功为根基，以外功入手亦可。余弟妹二人，丧命于此二功，杀人如草不闻声，此二功之谓也。”
- 金鐘罩鐵布衫

極上乘的橫練功夫，初步功夫為黃裳敵人所用，較易修煉速成，後半部的金鐘罩練法為黃裳自己以上乘內功改良而成，威力比前半部強上十倍有餘。黑風雙煞只練了前半部的七八成後便能橫行江湖。

## 衍生武功
- 逆練九陰

歐陽鋒受黃蓉所欺，逆練郭靖所寫的九陰假經，練到全身經脈倒轉的武功。
- 九陽真經

鬥酒僧從王重陽手上借閱九陰真經後，深佩真经中所载武功精微奥妙，但一味崇扬“老子之学”，只重以柔克刚、以阴胜阳，尚不及阴阳互济之妙，于是在四卷梵文《楞伽经》的行缝之中，以中文写下了自己所创的九阳真经
- 黯然銷魂掌

楊過自創的掌法，其中「面無人色」一招借鑑了移魂大法。
- 降龍十八掌

郭靖透過九陰真經悟出替降龍十八掌剎時之間連加一十三道後勁的法門。